# Bogdanci
Bogdanci (makedonska: Богданци [ˈbɔɡdantsi] lyssna (fil)) är en mindre stad i kommunen Bogdanci i sydöstra Nordmakedonien, nära gränsen till Grekland. Staden hade 5 244 invånare vid folkräkningen år 2021.
Av invånarna i Bogdanci är 97,30 % makedonier, 1,15 % serber och 0,57 % turkar (2021).